# Juan Bautista Coluccini
Juan Bautista Coluccini, S.J. (it: Giovanni Battista, Lucca, 1569 - Bogotá, 1641) fue un arquitecto italiano activo en Bogotá. 

## Biografía
Ingresó en la Compañía de Jesús en 1601 donde estudió arquitectura y teología y en 1604 llegó a Nueva Granada, hoy en día Colombia, donde trabajó en la Plaza Mayor, hoy en la Manzana Jesuítica, y en el Colegio Mayor San Bartolomé por orden del entonces arzobispo de Nueva Granada, Bartolomé Lobo Guerrero. En 1608 se inició la primera iglesia de Fontibón y en 1610 inició la construcción de la iglesia de San Ignacio. En 1617 se terminó la iglesia de Fontibón, hoy en día Catedral Santiago Apóstol de Fontibón, declarada Monumento Nacional al igual que la iglesia de San Ignacio y el Colegio Mayor San Bartolomé, el colegio más antiguo de Colombia.